# Coraebus fasciatus
Coraebus fasciatus es una especie de escarabajo del género Coraebus, familia Buprestidae. Fue descrita científicamente por Villers en 1789.
Se distribuye por Francia, Suiza, Italia, Hungría, Austria, Croacia, Eslovenia, España, Grecia, Eslovaquia, Bélgica, Alemania, Rumania, Serbia y Turquía.

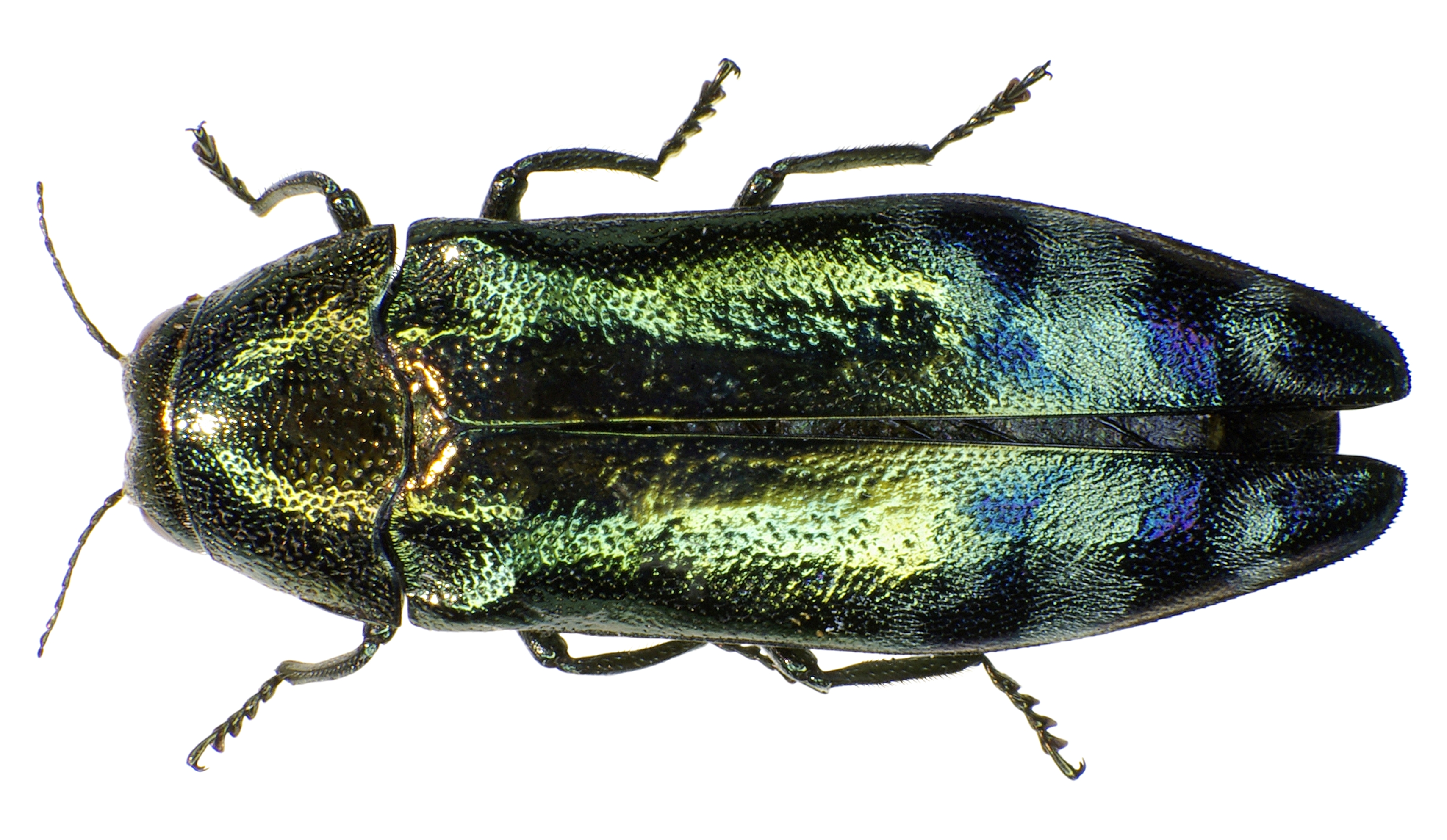
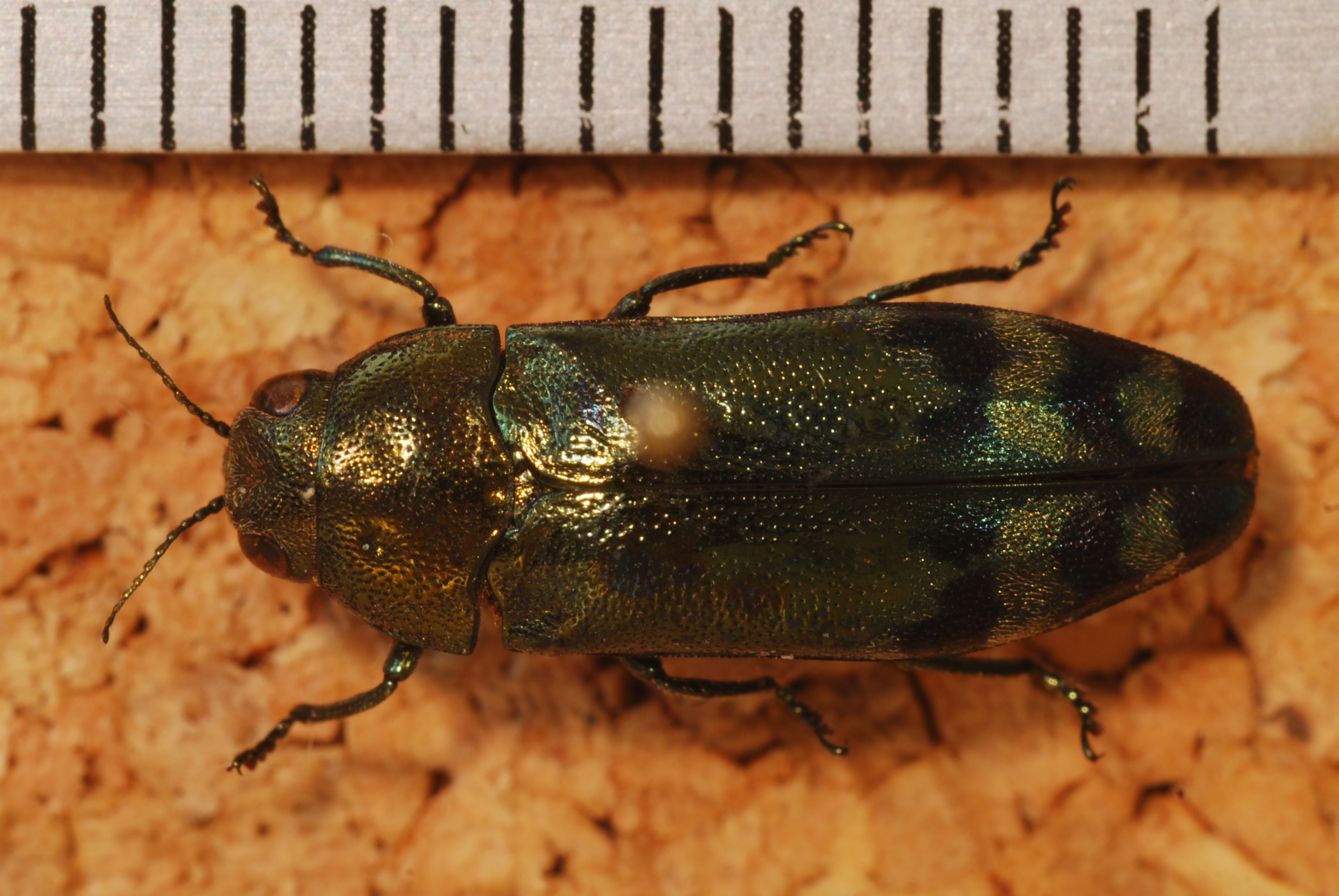
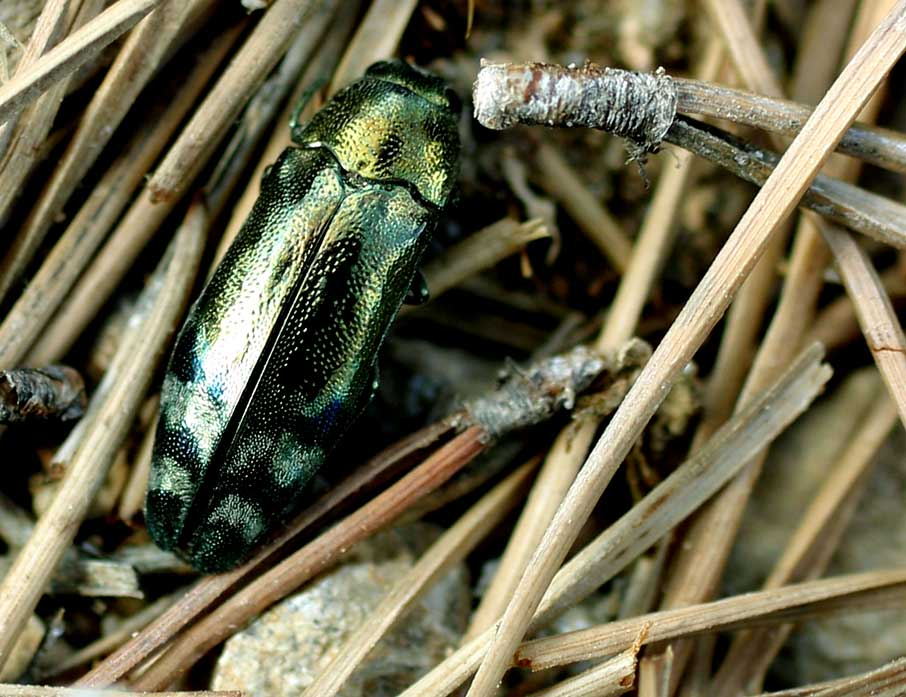